# Once in a While (album Deana Martina)
Once in a While – trzydziesty czwarty studyjny album muzyczny Deana Martina nagrany w 1974 roku, a wydany cztery lata później w roku 1978 przez Reprise Records. Wiele piosenek zawartych na tym albumie było związanych z amerykańskim piosenkarzem Bingiem Crosbym. Album ten jest ostatnim nagranym przez Martina dla wytwórni Reprise. 
Album został wydany ponownie na płytę CD przez Capitol Records w 2006 i Hip-O Records w 2009 roku. 

## Utwory
| A1 | Twilight On The Trail     |
| A2 | Love My Neighbor          |
| A3 | Without A Word Of Warning |
| A4 | That Old Gang Of Mine     |
| A5 | The Day You Came Along    |
| B1 | It's Magic                |
| B2 | If I Had You              |
| B3 | Only Forever              |
| B4 | I Cried For You           |
| B5 | Once In A While           |